# James M. Connor
James Michael Connor (* 16. Juni 1960 in Omaha, Nebraska) ist ein US-amerikanischer Schauspieler.

## Leben
James M. Connor wurde 1960 in Omaha, im US-Bundesstaat Nebraska geboren. Er besuchte die Creighton Preparatory School.
1976 hatte Connor in dem Film Futureworld – Das Land von Übermorgen seinen ersten Auftritt. 1993 erhielt er seine erste Rolle in der Fernsehserie Ein Strauß Töchter. 1998 bis 2000 erhielt er seine erste wiederkehrende Rolle in der Fernsehserie King of Queens. 2016 spielte Connor in der Fernsehserie Lopez mit.
2017 schrieb er das Drehbuch zum Kurzfilm Off the Card.

## Filmografie
- 1976: Futureworld – Das Land von Übermorgen (Futureworld)
- 1984: Screamplay
- 1993: Ein Strauß Töchter (Sisters, Fernsehserie, Folge 3x24)
- 1993: Victim of Love: The Shannon Mohr Story (Fernsehfilm)
- 1994: Schatten der Leidenschaft (The Young and the Restless, Fernsehserie)
- 1997: Drew Carey Show (The Drew Carey Show, Fernsehserie, Folge 2x21)
- 1998, 2000: King of Queens (The King of Queens, Fernsehserie, 2 Folgen)
- 1999: Akte X – Die unheimlichen Fälle des FBI (The X-Files, Fernsehserie, Folge 6x16 Alpha)
- 2000: Buffy – Im Bann der Dämonen (Buffy the Vampire Slayer, Fernsehserie, 2 Folgen)
- 2001: Barstow 2008
- 2002: About Schmidt
- 2002: Scrubs – Die Anfänger (Scrubs, Fernsehserie, Folge 2x02 Mein Nachtdienst)
- 2003: Gilmore Girls (Fernsehserie, Folge 3x19 Eine wilde Nacht)
- 2005: Desperate Housewives (Fernsehserie, Folge 1x19 Einsame Herzen)
- 2006: Re-Animated (Fernsehfilm)
- 2007: Die Eisprinzen (Blades of Glory)
- 2007: Studio 60 on the Sunset Strip (Fernsehserie, Folge 1x21)
- 2007: Back to You (Fernsehserie, Folge 1x04)
- 2007: Random! Cartoons (Webserie, Folge 1x19, Sprechrolle)
- 2008: News Movie (The Onion Movie)
- 2008: Mensch, Dave! (Meet Dave)
- 2008: Passed the Door of Darkness
- 2009: Medium – Nichts bleibt verborgen (Medium, Fernsehserie, Folge 5x02)
- 2009: Big Love (Fernsehserie, Folge 3x05)
- 2009: Watchmen – Die Wächter (Watchmen)
- 2009: Single Dads (Fernsehserie, 2 Folgen)
- 2010: Rules of Engagement (Fernsehserie, Folge 4x06 Sechs Pfund plus)
- 2010: FCU: Fact Checkers Unit (Fernsehserie, 8 Folgen)
- 2011: Chaos (Fernsehserie, Folge 1x08)
- 2011: Navy CIS (Navy NCIS, Fernsehserie, Folge 9x03 Das ANAX-Prinzip)
- 2012: Dreamworld
- 2012: Hawaii Five-0 (Fernsehserie, Folge 2x20 Ausgesetzt)
- 2012: New Girl (Fernsehserie, Folge 2x05 Models)
- 2012–2014: Community (Fernsehserie, 3 Folgen)
- 2012–2015: Parks and Recreation (Fernsehserie, 4 Folgen)
- 2013–2014: Brooklyn Nine-Nine (Fernsehserie, 2 Folgen)
- 2014: The Perfect 46
- 2014: Franklin & Bash (Fernsehserie, 2 Folgen)
- 2014: Kill the Boss 2 (Horrible Bosses 2)
- 2016: The Detour (Fernsehserie, Folge 1x04)
- 2016: Lopez (Fernsehserie, 12 Folgen)
- 2016–2017: Vice Principals (Fernsehserie, 12 Folgen)
- 2017: Kong: Skull Island (Sprechrolle)
- 2017: Keep Watching
- 2017: The Last Tycoon (Fernsehserie, Folge 1x09)
- 2018: Baskets (Fernsehserie, Folge 3x08)
- 2019: Buffaloed
- 2020: Everything’s Gonna Be Okay (Fernsehserie, 2 Folgen)
- 2020: Miracle Workers (Fernsehserie, 4 Folgen)
- 2021: Killing Hollywood: The Cotton Club Murder (Killing Hollywood)
- 2021: All American (Fernsehserie, 3 Folgen)
- 2022–2023: Shining Vale (Fernsehserie, 9 Folgen)
- 2023: Table Read Podcast